# 11682 Shiwaku
11682 Shiwaku è un asteroide della fascia principale. Scoperto nel 1998, presenta un'orbita caratterizzata da un semiasse maggiore pari a 2,4264144 UA e da un'eccentricità di 0,1700167, inclinata di 3,05428° rispetto all'eclittica.